# Jelena Davydovová
Jelena Viktorovna Davydovová (* 7. srpna 1961 Voroněž) je rusko-kanadská trenérka a rozhodčí v gymnastice, která soutěžila za bývalý Sovětský svaz.
Na letních olympijských hrách v roce 1980 v Moskvě získala dvě zlaté a jednu stříbrnou medaili. V červenci 2012 byla Davydovová jednou z trenérek kanadského ženského týmu ve sportovní gymnastice. V roce 2016 reprezentovala Kanadu jako hlavní rozhodčí na olympijských hrách 2016 v Riu de Janieru.